# Nicolas Bernardi
Nicolas Bernardi (ur. 16 maja 1976 w Sospel) – francuski kierowca rajdowy. W swojej karierze wywalczył wicemistrzostwo Junior WRC i mistrzostwo Francji.
Swój debiut rajdowy Bernardi zaliczył w 1996 roku. W 1998 roku zadebiutował w Rajdowych Mistrzostwach Świata. Pilotowany przez Thierry'ego Lhuguenota i jadący Peugeotem 106 Rallye nie ukończył wówczas Rajdu Monte Carlo. W kolejnych 2 latach sporadycznie startował w rajdach Mistrzostw Świata. W 2004 roku startując Renaultem Clio S1600 wywalczył wicemistrzostwo w serii Junior Car WRC, zajmując 2. miejsce za Szwedem Perem-Gunnarem Anderssonem. W klasie JWRC wygrał Rajd Monte Carlo i Rajd Katalonii, a w Rajdzie Grecji był drugi. W 2005 roku zaliczył 4 starty w Mistrzostwach Świata - 2 w Peugeocie 206 WRC i 2 w fabrycznym Peugeocie 307 WRC. Jadąc tym drugim zdobył 4 punkty w klasyfikacji generalnej MŚ za zajęcie 8. pozycji w Rajdzie Korsyki i 6. pozycji w Rajdzie Katalonii. Od 2008 roku Bernardi nie występuje w rajdach Mistrzostw Świata.
W 2005 roku Bernardi osiągnął sukces na rodzimych trasach, we Francji. Jadąc Peugeotem 206 WRC wywalczył wówczas mistrzostwo Francji.

## Występy w mistrzostwach świata
| Sezon | Zespół                                       | Samochód                        | 1      | 2       | 3          | 4             | 5          | 6         | 7         | 8             | 9             | 10            | 11            | 12        | 13              | 14              | 15       | 16              | Punkty | Miejsce |
| ----- | -------------------------------------------- | ------------------------------- | ------ | ------- | ---------- | ------------- | ---------- | --------- | --------- | ------------- | ------------- | ------------- | ------------- | --------- | --------------- | --------------- | -------- | --------------- | ------ | ------- |
| 1998  | Nicolas Bernardi                             | Peugeot 106 Rallye              | NU     | Szwecja | Kenia      | Portugalia    | Hiszpania  | Francja   | Argentyna | Grecja        | Nowa Zelandia | Finlandia     | Włochy        | Australia | Wielka Brytania |                 |          |                 | 0      | -       |
| 1999  | Nicolas Bernardi                             | Peugeot 106 S16                 | Monako | Szwecja | Kenia      | Portugalia    | Hiszpania  | 31        | Argentyna | Grecja        | Nowa Zelandia | Finlandia     |               | Włochy    | Australia       | Wielka Brytania |          |                 | 0      | -       |
| 2000  | Nicolas Bernardi                             | Peugeot 106 Maxi                | 25     | Szwecja | Kenia      | Portugalia    | Hiszpania  | Argentyna | Grecja    | Nowa Zelandia | Finlandia     | Cypr          | Francja       | Włochy    | Australia       | Wielka Brytania |          |                 | 0      | -       |
| 2001  | Nicolas Bernardi                             | Peugeot 206 XS S1600            | Monako | Szwecja | Portugalia | NU            | Argentyna  | Cypr      | NU        | Kenia         | NU            | Nowa Zelandia | NU            | 21        | Australia       | 35              |          |                 | 0      | -       |
| 2003  | Nicolas Bernardi                             | Renault Clio S1600              | Monako | Szwecja | Turcja     | Nowa Zelandia | Argentyna  | Grecja    | Cypr      | Niemcy        | Finlandia     | Australia     | 13            | Francja   | NU              | Wielka Brytania |          |                 | 0      | -       |
| 2004  | Nicolas Bernardi                             | Renault Clio S1600              | 10     | Szwecja | Meksyk     | Nowa Zelandia | Cypr       | 15        | NU        | Argentyna     | 19            | Niemcy        | Japonia       | NU        | 15              | Francja         | 14       | Australia       | 0      | -       |
| 2005  | Équipe de France FFSA Marlboro Peugeot Total | Peugeot 206 WRC Peugeot 307 WRC | Monako | Szwecja | Meksyk     | Nowa Zelandia | Włochy     | Cypr      | Turcja    | Grecja        | Argentyna     | Finlandia     | NU            | NU        | Japonia         | 8               | 6        | Australia       | 4      | 20.     |
| 2007  | Suzuki WRT                                   | Suzuki SX4 WRC                  | Monako | Szwecja | Norwegia   | Meksyk        | Portugalia | Argentyna | Włochy    | Grecja        | Finlandia     | Niemcy        | Nowa Zelandia | Hiszpania | 31              | Japonia         | Irlandia | Wielka Brytania | 0      | -       |